# Pietro Gussalli Beretta
Pietro Gussalli Beretta (Brescia, 28 febbraio 1962) è un imprenditore italiano, presidente e amministratore delegato di Beretta Holding e di altre aziende del Gruppo.

## Biografia
Pietro Gussalli Beretta è nato a Brescia, Italia, il 28 febbraio 1962.
Pietro Gussalli Beretta ha conseguito una laurea in economia e commercio.

### Carriera
Nel 1995, Pietro Gussalli Beretta ha creato il gruppo Beretta Holding insieme a suo padre Ugo Gussalli Beretta e a suo fratello Franco Gussalli Beretta. Pietro Gussalli Beretta ha avviato una strategia di sviluppo mirata all'espansione della presenza internazionale di Beretta Holding e della sua gamma di prodotti, attraverso acquisizioni.
Pietro Gussalli Beretta ha ricoperto cariche istituzionali in altre aziende come UBI Banca, Lucchini RS, e Sanlorenzo, specializzata nella produzione di yacht di lusso, da cui si è dimesso nel 2023 a causa dei suoi impegni in altre aziende internazionali.
È anche presidente della Fondazione Beretta. Istituita nel 1981 dal Dr. Pier Giuseppe Beretta, è un'organizzazione non a scopo di lucro che promuove la ricerca e la terapia contro il cancro.

### Vita privata
Pietro Gussalli Beretta ha una figlia, Maria Teresa. Si dedica alla caccia e colleziona arte moderna e orientale.